# هيو جولدي (لاعب كرة قدم)
هيو جولدي (بالإنجليزية: Hugh Goldie)‏ هو لاعب كرة قدم ومدرب كرة قدم بريطاني، ولد في 14 ديسمبر 1923. لعب مع ريث روفرز ونادي آير يونايتد ونادي ألبيون روفرز ونادي دمبرتون.